# Yinyang ren
Yinyang ren (chinês tradicional: 陰陽人, chinês simplificado: 阴阳人, pinyin: yīnyáng rén) são pessoas (rén) que são yins/femininas e yangs/masculinas em proporções aproximadamente iguais.
Esta categoria, de identidade de gênero e papel de gênero, é usada na sociedade chinesa para descrever alguns indivíduos cujas personalidades e comportamentos parecem ser intermediários entre os casos masculinos e femininos mais comuns. Outras características podem incluir elementos como assertividade, sensibilidade estética, etc., bem como a falta de forte discriminação entre parcerias sexuais preferidas com base em seu sexo.
Em outros contextos, o termo yin-yang ren pode se referir a pessoas intersexo ou transgênero e ainda bissexuais. Algumas vezes pode ser traduzida como hermafrodita ou andrógino.